# Библиотека Йельского университета
Библиотека Йельского университета — библиотечный комплекс Йельского университета, представляющий собой третью по величине университетскую библиотеку в Северной Америке (после Библиотеки Иллинойсского университета в Урбане-Шампейне и Библиотеки Гарвардского университета). Располагает более 15 млн томов, хранящимися в 20 зданиях кампуса.
Крупнейшая библиотека, входящая в комплекс, — Мемориальная библиотека Стерлинга — содержит 4 млн работ по гуманитарным и общественным наукам.
Библиотека редких книг и рукописей Бейнеке — одна из крупнейших в мире коллекций редких книг. Собрание библиотеки насчитывает около 500 тысяч книг и несколько миллионов манускриптов.
Юридическая библиотека имени Лилиан Голдман — библиотека Школы права Йельского университета, является одной из крупнейших юридических библиотек мира и содержит около 800 тыс. томом, в том числе около 200 тыс. томов по международному праву и праву иностранных государств.
Медицинская библиотека имени Харви Кушинга и Джона Хэя Уитни — центральная библиотека Йельской школы медицины, является одной из лучших современных медицинских библиотек, в фонде более 416 тыс. томов.
Библиотека имени Энн и Роберта Басс — библиотека с часто используемыми книгами по гуманитарным и общественным наукам (в фонде около 150 тыс. книг), а также DVD-коллекция фильмов.
Часть библиотек расположена за пределами кампуса в Нью-Хейвене. В структуру библиотеки Йельского университета, в частности, входит Библиотека имени Льюиса и Уолпола в г. Фармингтон, штат Коннектикут, с её собраниями британских рукописей, книг, предметов изобразительного искусства, относящихся к XVIII веку.
В последнее время из-за проблем с финансированием начало сокращаться сотрудничество библиотеки с издательствами, занимающимися бесплатным предоставлением научных публикаций. В частности, в 2007 году было прекращено партнёрство с BioMed Central, в 2010 году — с Public Library of Science.